# ドルニー・ヴェストニツェ
ドルニー・ヴェストニツェ遺跡（チェコ語: Dolní Věstonice、ドイツ語: Unter-Wisternitz）は、チェコの南モラヴィア州、ジェヴィーン山の麓の標高550メートルの所にある後期旧石器時代の考古遺跡。C14年代測定法によればBP26,000年ごろの遺跡である。紀元前27000-20000年のグラヴェット文化の遺跡としては先史時代の工芸品（とりわけ美術品）に富むことで独特である。美術品の多さに加え、この遺跡からは男性・女性・動物をかたどった彫像、個人用の装飾品、墓葬、および謎めいた彫刻が出土している。

## 概要
1924年に発掘がはじまって間もなくドルニー・ヴェストニツェの重要性は明らかになった。遺跡からは数千のセラミック工芸品が発見され、その多くは動物をかたどったものだった。粘土で型取られた動物にはライオン、サイ、マンモスがあった。これらの像は遺跡に住んでいた古代人にとって何らかの祭儀的な価値を持っていたと解釈されている。
動物の像のほかに、女性をかたどった2体の像が発見された。その1つは「黒いヴィーナス」として知られ、山腹にある焦げたマンモスの骨の中から発見された。もう1つは変形した顔を持つ女性で、遺跡に埋葬された女性には像と同じ顔の側に変形が見られたことから、両者には関係があると推測されている。この女性の骸骨はマンモスの肩甲骨の下にキツネの毛皮および赤土とともに埋められていた。このような埋葬をしたのは、遺跡の住人にとって彼女が相対的な重要性を持っていたためと考えられる。
後期旧石器時代の狩猟生活に関する一般的観念と異なり、この遺跡の住人たちは単に槍でマンモスを追いかけていたわけではなかった。遺跡で発見された小屋の土製の床には網状製品の凹凸が残っていた。この凹凸は建物が燃えたときに床の粘土が硬化したために考古学的記録として残ったものである。このことは彼らが槍でマンモスを狩る以外に小動物を網で捕えていたことを強く示唆する。さらにこの遺跡で発見された貝殻は地中海産であり、彼らが貝を集めるために地中海まで旅行したか、または近くの他のグループと交易していたことを示唆する。

## 遺跡

### 居住空間の構成

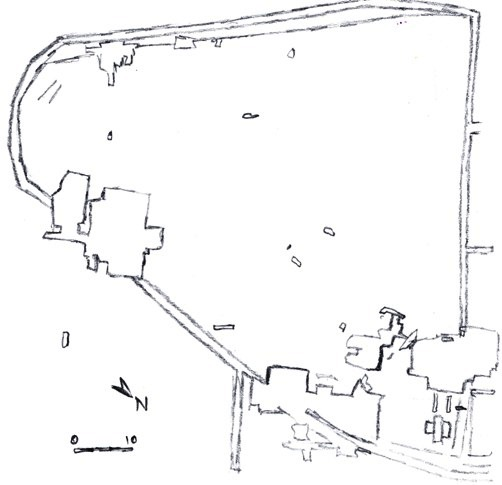
ドルニー・ヴェストニツェ遺跡第1・2住居の地図

ドルニー・ヴェストニツェは小川に沿って位置する野外遺跡である。住人たちはマンモスなどの動物の群れを狩った。マンモスなどの骨は保存して、生活空間の内外を区別するための柵のような境界を築くのに使われた。このおかげで遺跡の内外は容易に識別できる。境界内部の中心には大きなかがり火が燃やされ、小屋は骨でできた柵による障壁の内側にまとめられていた。

### タリー棒
「狼の骨」と呼ばれているものは、カレル・アブソロンの率いる発掘で発見された出土品である。約3万年前のオーリニャック文化時代のもので、骨には55の刻み目がつけられており、一部の学者はこれをタリーマークと考えている。象牙製のヴィーナス小像はこの骨の近くで発見された。

### 掘っ立て小屋
川の80メートル上流にある孤立した遺跡には土手を掘って作られた差し掛け小屋がある。窯跡の中と周辺からは、推定2300体のさまざまな動物の土偶が発見された。この窯は粘土を焼くのに充分な高い温度を持つ覆いつきのかまどの最古の例のひとつかもしれない。ほとんどの土偶は壊れて断片になっていた。これらはおそらく意図的・儀式的に破壊されたということが一般的に認められているが、決定的な理由は明らかになっていない。ひとつの仮説では、これらの土偶に呪術的な意味があり、焼いたときに爆発するようにわざと湿った粘土で作られたとする。

### 女性の土偶

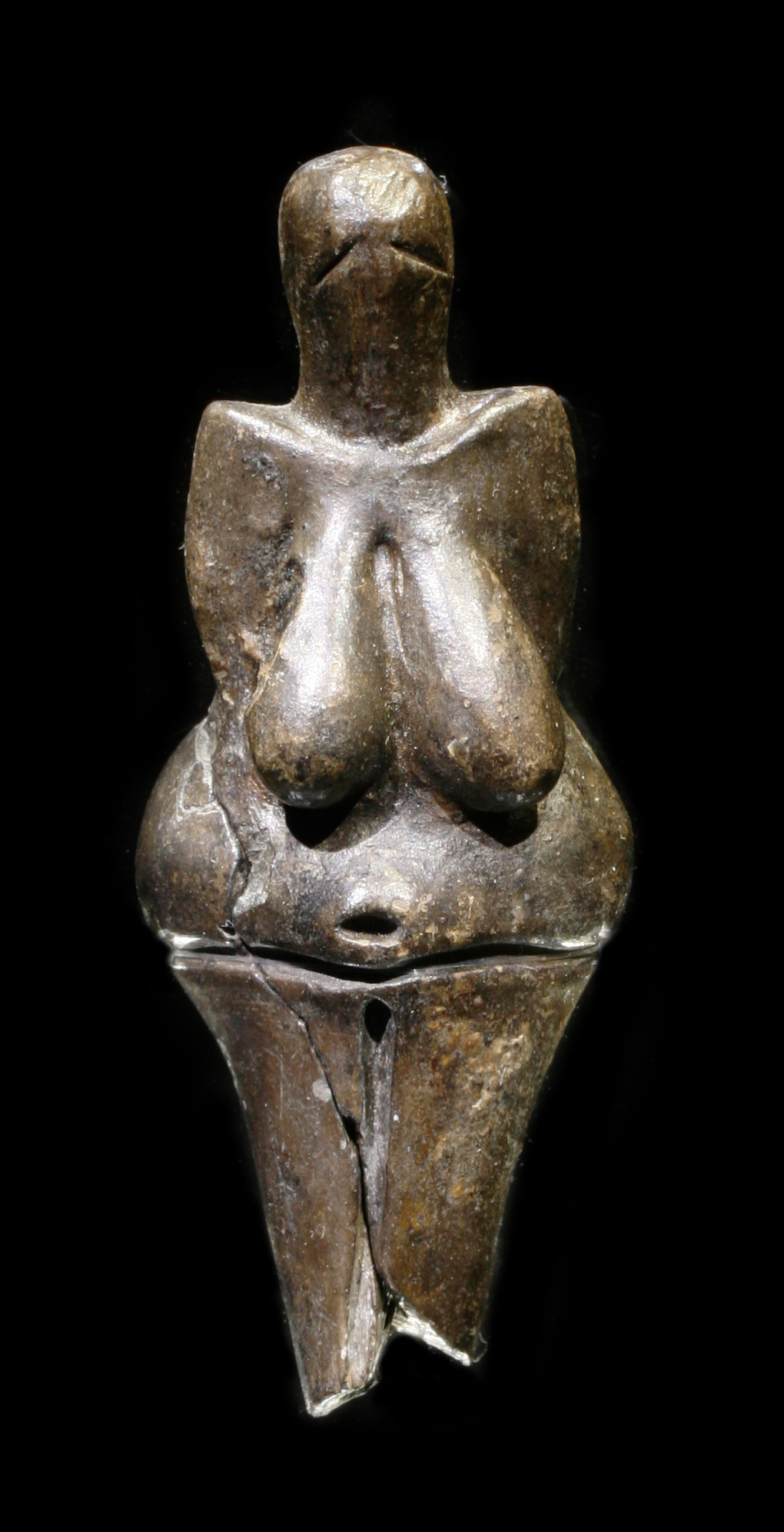
ドルニー・ヴェストニツェのヴィーナス (BP 31,000–27,000 グラヴェット文化)

ドルニー・ヴェストニツェの工芸品には、ドルニー・ヴェストニツェのヴィーナスを含む最古の焼成土偶の例が含まれ、BP26,000年にさかのぼる。この女性の像は腰部の広い裸体の女性をかたどった土偶で、周辺の考古遺跡であるヴィレンドルフ（ヴィレンドルフのヴィーナスを参照）やグリマルディ洞窟などで発見されたものと類似している。2004年、土偶をトモグラフィーで調査したところ、土偶の焼成前にさわったらしい子供の指紋が発見された。ドルニー・ヴェストニツェの土偶の大半は遺跡内の差し掛け小屋または中央のかがり火の周辺で発見されている。

### 象牙製の彫像
とりわけ衝撃的なのは、最古の肖像（特定の人物の表現）の例と見られる彫刻である。この遺跡の人物型の像の大部分は顔にはっきりした特徴を持たないが、マンモスの牙に彫刻されたこの像は約3インチ（8センチメートル）の大きさで、がっしりした骨格を持った若い男性で、太く長い髪が肩より長く伸び、ひげの痕らしきものが見られる。1891年に最初に発見され、贋作であるおそれがあったが、カンザス大学宇宙技術センターによる粒子分析では、彫刻が施された象牙の表面の年代はBP26,000年ごろとされた。
女性の頭の形をした象牙の彫像は小屋の近くで発見された。像の顔の左側が変形していた。
小屋の近くの墓葬のひとつからは40歳代の女性の骸骨が発見された。この人物は片方がもう一方にもたれかかるように置かれた一対のマンモスの肩甲骨の下に祭儀的に安置されていた。驚いたことに頭蓋骨の左側は上記の象牙の彫刻と同じように変形していた。このことは彫像が特定の個人を意図して描写したものであることを示す。骨と胴体の周辺の土には赤土の痕跡が含まれ、骸骨のそばには燧石製の槍の穂先が置かれ、片手でキツネの胴体を掴んでいた。これらの物証はこれがシャーマンの墓葬であることを示唆する。ドルニー・ヴェストニツェは焼成土偶と肖像のみならず、女性のシャーマンの証拠としても最古である。

### 3人の合葬
1986年の発掘の最中によく保存された3人の合葬が出土した。この遺構は28,000年前のものである。発見当初、死体は女性と考えられていたが、DNA検査の結果男性であることが明らかになった。死体は縦方向に伸ばされ、焼かれたトウヒの丸太と枝に覆われて横たわっていた。中央の人物が最初に安置され、部分的に他の2人の下に重ねられていた。両脇の2人は異なる姿勢で置かれていた。ひとりはうつぶせになり、もうひとりは横向きで、手が中央の人物の陰部に届いていた。3人とも頭が赤土に覆われ、中央の人物は陰部の周辺にも赤土が付着していた。3人がともに前頭洞の片側の欠如、特別な外耳道外骨腫、上部親知らずの埋伏という共通の身体的特徴を持つことから、血縁関係にあると推測されている。死亡時の年齢は16-25歳ぐらいと考えられている。中央の人物は遺伝的な病気に苦しみ、その結果両脚が曲がっている。赤土は祭儀に一般的に用いられるものだが、骨盤の上から見つかっている。

### 織物
遺跡からは粘土に圧着した織物の痕が発見された。チェコのいくつかの遺跡で発見された証拠は、後期旧石器時代の織物職人たちがさまざまな技術を用いて編みかご、網、洗練されたtwinedや平織の布を生産できたことを示している。

## 関連文献
- Jelínek, J., Pictorial Encyclopedia of the Evolution of Man, Prague: Hamlyn (1975).
- National Geographic Magazine, The National Geographic Society, October 1988.
- Price, T. D., and G. M. Feinman. Images of the past. New York: McGraw-Hill Higher Education, 2010.
- Pringle, Heather. "Ice Age Communities May Be Earliest Known Net Hunters." Science Magazine 277.5300 (1997): 1203-204.
- Shreeve, James, The Neandertal Enigma: Solving the Mystery of Modern Human Origins, New York: William Morrow and Company (1995).
- Tedlock, Barbara, "The Woman in the Shaman's Body; Reclaiming the feminine in religion and medicine", New York: Bantam Dell, 2005.
- Trinkaus, Erik, Svoboda, Jiří. Early Modern Human Evolution in Central Europe: the People of Dolní Věstonice and Pavlov. Oxford: Oxford University Press, 2006.
- The Origins of Ceramic Technology at Dolni Věstonice, Czechoslovakia. Vandiver, Pamela B, Klima, Bohuslav, Svoboda, Jiři, Soffer, Olga. Science. Vol. 246 Issue 4933.